# Hieracium heteradenum
Hieracium heteradenum es una especie de planta con flor del género Hieracium, de la familia Asteraceae, orden Asterales.

## Distribución
Hieracium heteradenum se distribuye por España.

## Taxonomía
Fue descrita científicamente por Arv.-Touv. ex Arv.-Touv. & Cadevall.
Tratamiento taxonómico
La especie aparece registrada y publicada en Cadevall & Font Quer, Fl. Catal.